# Kompedal Plantage
Kompedal Plantage är en skog i Danmark.   Den ligger i Silkeborgs kommun i Region Mittjylland, i den centrala delen av landet, 210 km väster om Köpenhamn.